# 伊利亚斯·乌马哈诺夫
伊利亚斯·穆罕默德-萨拉莫维奇·乌马哈诺夫（俄语：Ильяс Магомед-Саламович Умаханов，1957年3月27日—），俄罗斯政治人物，曾任俄罗斯联邦委员会副主席。

## 生平
1957年3月27日出生于达吉斯坦苏维埃社会主义自治共和国马哈奇卡拉。父亲马戈梅德-萨拉姆·乌马哈诺夫曾任达吉斯坦苏维埃社会主义自治共和国部长会议主席。
1979年毕业于莫斯科国立国际关系学院，同年进入苏联外交部第二欧洲司工作。1981年至1991年，在苏联共青团中央委员会机关工作。1987年在莫斯科国立大学获哲学副博士学位。1995年当选达吉斯坦人民议会议员。1998年3月，任达吉斯坦共和国政府副主席，分管经济、宗教和民族关系。2001年11月，任俄罗斯联邦委员会议员。2010年12月至2021年3月，任俄罗斯联邦委员会副主席。
2022年，因为俄乌战争，他先后被列入英国、欧盟和美国制裁名单。

## 荣誉
- 三级祖国功勋勋章（2018年）
- 四级祖国功勋勋章（2013年6月12日）
- 荣誉勋章（俄罗斯，2008年4月21日）[3]
- 友谊勋章（俄罗斯，2003年1月21日）[4]
- 荣誉勋章（南奥塞梯，2018年8月21日）
- 友谊勋章（南奥塞梯，2013年8月26日）
- 友谊勋章（阿塞拜疆，2017年3月27日）